# Cyrtopholis unispina
Cyrtopholis unispina là một loài nhện trong họ Theraphosidae.
Loài này thuộc chi Cyrtopholis. Cyrtopholis unispina được Pelegrin Franganillo-Balboa miêu tả năm 1926.